# Száznapos reform

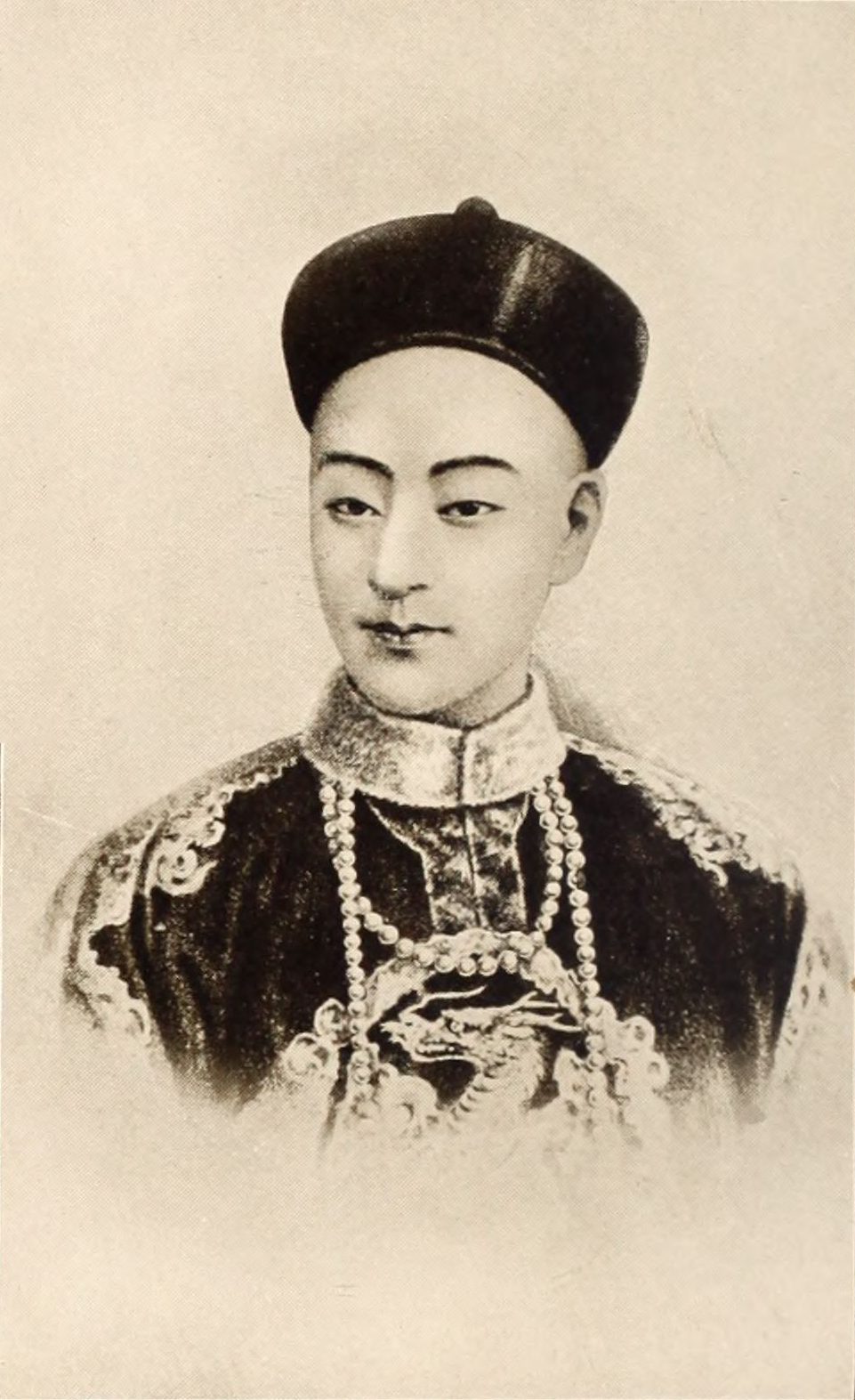
Kuang-hszü (Guangxu) császár, a reformok elindítója

A száznapos reform (hagyományos kínai: 戊戌變法, egyszerűsített kínai írás: 戊戌变法, pinjin: wùxū biànfǎ, népszerű magyaros: vuhszü pienfa) 103 napig tartó reformfolyamat volt 1898. június 11. és szeptember 21. között a Csing-dinasztia vezette Kínában. A reform az ország elmaradottságának felszámolására, és a merev, nehézkes bürokrácia megújítására irányult. A reformmozgalom vezetői Kuang-hszü kínai császár (Guangxu császár) és Kang Ju-vej (Kang Youwei) voltak, akik azonban képtelenek voltak az elméletet a gyakorlatba átültetni. A császár két hónap alatt 27 ediktumot adott ki, így a reform gyorsasága nagy megütközést keltett a konzervatívokban, akik csak a mérsékelt változásokra voltak készek. Gondot okozott még a tradicionális vizsgarendszer felszámolására tett kísérlet is, amely nagy konkurenciát okozott volna a hivatalokat elfoglaló szűk írástudó rétegnek, így veszélyeztetve megélhetésüket. Ennek köszönhetően ők is ellenségesen viszonyultak a reformokhoz.
A reformok előrehaladtával a császár úgy látta, hogy Ce-hszi kínai császárné (Cixi császárné) ellenez minden reformot, így támogatóival együtt puccsra határozta el magát. Jüan Si-kajt (Yuan Shikait), a modern Pejjang hadsereg (Beiyang hadsereg) vezetőjét bízták meg ennek végrehajtásával, ő azonban a tradíciókat és az esélyeket mérlegelve inkább elárulta a tervet az anyacsászárnénak, aki gyorsan csapott le a szervezkedőre, és a fiatal császárt háziőrizetbe helyezte, majd néhány vezető reformert is kivégeztetett. A vezetők egy részének azonban sikerült Japánba menekülnie. Ezzel a dinasztia utolsó lehetőségét veszítette el a belső megújulásra, és a reform sikertelensége elvezetett az 1911-es vucsangi felkeléshez.

## Előzmények
Az 1894–1895-ben Kína és Japán között folyó első kínai–japán háború a kínaiak súlyos vereségével ért véget, annak ellenére, hogy flottájuk papíron sokkal erősebb volt a japánokénál. A konfliktust a megalázó simonoszeki béke zárta le, amelyben Kína elvesztette Koreát, Tajvant és a Liaotung-félszigetet (Liaodong-félszigetet), és rámutatott a korábban folytatott önerősítési mozgalom eredménytelenségére. Az önerősítők úgy tartották, hogy Kínát a régi rendszer és értékek megtartása mellett, csupán a nyugati technológiát, főleg a haditechnikát átvéve lehetséges az ország megreformálása és régi erejének visszaállítása. A katonai vereség hatására azonban egyre több ember számára egyértelművé vált, hogy strukturális reformokra van szükség, hogy a külföldiek befolyását visszaszorítsák. Ezúttal egyes, eddig elfogadott alapértékeket is megkérdőjeleztek, és a politikai viták a korábbi gyakorlattal ellentétben immár nem csak a kormánykörökön belül, hanem ezeken túl, az írástudó körökben is zajlottak.
A nagyhatalmak előretörése főleg a Japán elleni vesztes háború után erősödött meg, és mindegyikük harcba szállt, hogy egy darabot megszerezhessen Kínából. Mindezek hatására a kínai politikában a törésvonal az önerősítők és a konzervatívok között arrébb tolódott, és a két fő szemben álló irányzat a radikális reformerek és az önerősítők lettek. A mérsékeltek a konfucianizmus reneszánszával és korlátozott, adminisztratív reformokkal, az ipar erősítésével és a nyugati technológia átvételével kívánták Kína régi erejét visszaállítani, ám továbbra is meg kívánták tartani az ország morális felsőbbrendűségének a tudatát. A radikális reformerek azonban gyökeres változásokat, nagy átalakulást kívántak, a nyugati eszmék átültetését Kínába. Egy részük megjárta a nyugati országok valamelyikét, és rajongott a nyugati dolgokért. A reformpártiak két vezéralakja Kang Ju-vej (Kang Youwei) és tanítványa, Liang Csi-csao (Liang Qichao) voltak. Kang többek között azzal érvelt, hogy már Konfuciusz támogatta a változásokat, és az ideális világról alkotott elképzelései az utópista szocializmushoz voltak köthetők.
Kang három alkalommal próbált memorandumban a fiatal császárhoz fordulni, ám első két próbálkozása nem járt sikerrel, mivel a konzervatív hivatalnokok azokat visszatartották. Első memoranduma 1888-ban született meg, amelyben a Meidzsi-restaurációhoz hasonló átalakítást sürgetett, másodikat pedig a hivatalviseléshez szükséges állami vizsgán, 1895-ben írta, a simonoszeki béke után. Erre megszerezte 603 vizsgázó aláírását is, amelyet szoktak az ország első politikai tömegmozgalmának is tekinteni. Harmadik memoranduma ugyanezen év májusában azonban már eljutott a császárhoz, akinek felkeltette érdeklődését, és rendelkezett terjesztéséről. Ehhez szükséges volt az körülmény is, hogy a császár felismerte a nyugati technológia előnyeit, rendelkezett saját különvasúttal és telefonnal, és már gyerekkora óta nagyon érdekelte a nyugatiak technikája. Minden kínai nyelvre lefordított külföldi könyvet beszerzett és elolvasott, amely az első eset volt a Csing (Qing)-dinasztia történetében arra, hogy egy császár tanulmányozza más országok kultúráit. Belátta, hogy az országot a hagyományok és a felsőbbrendűség alapján már nem lehet megreformálni, és a változtatások terén példaképeinek Tojotomi Hidejosit és I. Péter orosz cárt tekintette, illetve a japán Meidzsi-restaurációt. A reformok melletti kiállásban köze lehetett annak is, hogy a császár impotens volt, így nem tudta a konfuciánus társadalom elvárását teljesíteni az utódbiztosítás terén. Mivel utódnemzéssel nem tudta elnyerni a halhatatlanságot, így azt gyors radikális reformokkal akarta biztosítani magának.

## A reformok

### Kezdete
Bár a simonoszeki béke sok pillérét megingatta a hagyományos kínai társadalomnak, a reformok még nem indultak el utána. Kang és Liang igyekezett elképzeléseit minden lehetséges helyen népszerűsíteni, így sok újságba publikáltak és előadásokat tartottak sok tartományban. A reformok iránti érdeklődés is egyre nőtt, így például csak Sanghajban 30 olyan lap működött, amely a reformokat támogatta. Kang ezzel együtt a Csiang Hszüe Huj (magyarul: A nemzeti megerősödést tanulmányozó társaság) sanghaji csoportjának vezetője lett. Ennek a társaságnak sok befolyásos tagja volt, a legfontosabbak a pekingi szervezethez tartoztak, mint például Jüan Si-kaj (Yuan Shikai), aki később a reformok bukásának egyik okozója volt. A császár már 1895 júliusában dekrétumban utasította kormányzóit a modernizálásra, amely azonban tényleges eredmény nélkül maradt. Kang ezért csalódottan utazott vissza Kuangtungba (Guangdongba) 1896-ban.
A válság azonban egyre jobban mélyült, így 1897-től kezdve Kang egymásután nyújtotta be memorandumait, amelyekben a reformokat sürgette. Ezekben azt javasolta, hogy a császár hirdessen országos reformot, gyűjtse össze a tehetségeseket az egész országból és engedélyezze a tartományi hatóságoknak, hogy saját hatáskörben hajtsanak végre reformokat. Hívei igyekeztek Kang számára egy császári audienciát is kiharcolni, azonban alacsony beosztása miatt erre nem adódott lehetőség. Végül a császár 1898. januárjában engedélyezte számára, hogy a Cungli jamenben (Zongli Yamenben), a külügyminisztériumban kifejthesse nézeteit. A személyes találkozó hiányát ezután azzal küszöbölték ki, hogy Kang közvetlenül a császárhoz juttathatta el írásos beadványait, amely példátlan kegynek számított.
Kang 1898. január 29-én benyújtott írása, amelyben részletesen kifejtette elveit, meggyőzte a császárt, aki 1898. június 11-én kiadta az első ediktumot, amely a reform kezdetét jelentette. Ezután június 16-án személyesen is találkozott Kanggal, és több órás eszmecserét folytatott vele, a konzervatívok erős tiltakozása ellenére, akik méltatlannak találták az uralkodóhoz, hogy ilyen alacsony rangú hivatalnokkal személyesen is beszéljen. A reformokat hallgatólagosan támogatta Ce-hszi anyacsászárné (Cixi anyacsászárné), a hatalom tényleges birtokosa, aki azonban nyíltan nem vallott színt mellettük. Helyette a fiatal császárt kívánta használni azok megvalósítására. Erre azért volt szüksége, mert félt, hogy a reformok bukása az ő bukásához is vezethetne. Így azonban sikertelenség esetén csak a fiatal uralkodót kellett feláldoznia, míg ő a hatalomban maradhatott.

### A reformerek elképzelései
A reformerek Kínából végső soron alkotmányos monarchiát akartak csinálni, amely a régi konfuciánus rend helyébe lépett volna. Kang abban látta az ország problémáinak a forrását, hogy az ország politikai intézményei még nagyon régen fejlődtek ki, amikor Kínát nem fenyegette külső veszély, így feladata főleg a belső rend fenntartása és a lázadások elfojtása lett. Ennek köszönhetően a régi császári rend teljesen elavulttá vált a 19. századra, amikor a külkapcsolatok és a modernizáció kerültek középpontba. Kang úgy javasolta ennek megváltoztatását, hogy az uralkodó visszaszerzi hatalmát az özvegy anyacsászárnétól, majd megszünteti az eunuchok és palotahölgyek messzire terjedő befolyását, és hozzálát a reformokhoz. Szükségesnek tartotta az elavult vizsgarendszer és a törvénykönyvek felülvizsgálatát, a hatalmi ágak szétválasztását, egy alkotmány elfogadását, parlament létesítését Pekingben, tizenkét új minisztérium létrehozását és a régiek felszámolását, illetve az önkormányzatiság kiépítését. Fontos lépésnek tartotta, hogy a hivatalnokok hűségnyilatkozatot tegyenek a reformok mellett, aki pedig ezt megtagadja, azt le kell váltani.

### Császári ediktumok
A császár összesen 27 ediktumot adott ki a száznapos reform első két hónapja alatt, a teljes reform idején pedig 40-50 rendelet született. A 21., a 23., a 24. és a 26. ediktumok nyílt támadást jelentettek a konzervatívok ellen, azok mellékkeresményeinek megszüntetésére irányulva. Az ediktumok egy jelentős részét a magas rangú hivatalnokok figyelmen kívül hagyták, azok a gyakorlatban nem érvényesültek. Ez ellen a császár is fellépett, aki a 22. ediktum megsértése miatt (ti. megakadályozták, hogy valaki feljegyzése az uralkodóhoz jusson) elbocsátotta nem csak az azt megszegő hivatalnokot, de a minisztérium összes rangidős elöljáróját is.
1. Egyetem létrehozása Pekingben.
2. A császári család tagjai idegen országokba látogathatnak, hogy tanulmányozzák az európai és amerikai kormányzati módszereket.
3. A művészeket, a tudományok és a modern mezőgazdaság támogatása.
4. A császár szívesen meghallgatja a konzervatívok ellenérveit a haladás és a reform kérdéseiben.
5. Az irodalmi esszéírás feladata nem tartozik többé a kormányzati vizsgák törzsanyagához.
6. A pekingi császári egyetemet akadályozók megrovása.
7. A Peking–Hankou-vasútvonal felépítésének szorgalmazása.
8. Javaslat a nyugati fegyverek és kiképzési rendszer átvételére az összes mandzsu csapat számára.
9. Mezőgazdasági iskolák létesítésének elrendelése minden tartományban a fejlett módszerek oktatása céljából.
10. A szabadalmak és szerzői jogok bevezetése a feltalálók és szerzők támogatása céljából.
11. A Hadügyminisztérium és a Külügyminisztérium köteles jelentést adni a katonai vizsgák reformjáról.
12. Különleges jutalmazások illetik a feltalálókat és a szerzőket.
13. A tisztviselőknek kötelessége a kereskedelem ösztönzése és a kereskedők segítése.
14. Iskolabizottságok felállítása a birodalom minden egyes városában.
15. Bányaipari Minisztérium és Vasúti Minisztérium felállítása.
16. Az újságírók ösztönzése politikai tárgyú cikkek írására.
17. Tengerészeti akadémiák és tanhajók létesítésének elrendelése.
18. Kérés minden miniszterhez és tartományi hatósághoz, hogy igyekezzenek megérteni, mint szeretne a császár elérni, és segíteni őt a reformokra irányuló erőfeszítéseiben.
19. Iskolák létesítése minden kínai képviseleten a külföldi országokban az ott lakó kínai gyermekek érdekében.
20. Kereskedelmi hivatalok létesítése Sanghajban a kereskedelem ösztönzésére.
21. A hat minisztérium Pekingben fölöslegesnek bizonyult, és ezért felszámoltatik.
22. Mindenki számára megadatik a jog, hogy a trónhoz lezárt borítékban kérvényt, folyamodványt juttasson el.
23. A Szertartásügyi Minisztérium két elnökét és négy alelnökét elbocsátjuk hivatalából.
24. Hupej (Hubei), Kuangtung (Guangdong) és Jünnan (Yunnan) kormányzósága törlendő, mivel fenntartásuk felesleges kiadásokat jelent az országnak.
25. Intézmények létesítendők a tea- és selyemkészítés oktatására.
26. A hagyományos lassú futárposta intézményének felszámolása, a császári vámposta bevezetése.
27. A nyugati országokban bevált költségvetési rendszer támogatása.[13]

A rendeletek területenként eltérő mértékű reformokat irányoztak elő. Gazdasági és katonai téren csupán az önerősítők elképzeléseinek intenzív végrehajtását sürgették, míg oktatási és kulturális területen ennél sokkal mélyebb átalakulást terveztek. Az elavult, tradicionális vizsgarendszert azzal kívánták modernizálni, hogy a kalligráfia és a klasszikus témáról szóló esszéírás helyett modern dolgokról szóló írással kívánták felváltani. Fontos lépés volt még a Pekingi Egyetem létesítése, és a korszerű iskolák alapításának elrendelése Kína-szerte. Augusztusban már a kormányzat terén is jelentek meg nagyobb átalakítást szorgalmazó rendeletek, amelyekben a császár számos központi és tartományi hivatal felszámolásáról és a tartományi adminisztráció hatékonyságának növeléséről rendelkezett. Dekrétumok rendelkeztek még a misszionáriusok védelméről, a magas rangú hivatalnokok külföldi utazásairól, a törvények egyszerűsítéséről és korszerűsítéséről, költségvetés készítéséről és a mandzsu privilégiumok megreformálásáról. Az ediktumok azt mutatják, hogy a reformok előrehaladtával a császár is egyre inkább radikálisabbá vált, és hajlandónak mutatkozott igen jelentős változtatásokra is.

### Hibák
A reformok során a változást akarók és a császár számos hibát követtek el, ezzel fokozatosan a teljes vezetést maguk ellen hangolva. Ez főleg arra vezethető vissza, hogy Kang és hívei inkább az elmélet, mint a gyakorlati alkalmazás emberei voltak, és semmilyen kormányzati tapasztalattal nem rendelkeztek, ezért helyeselték a gyors és radikális reformokat. A reformok gyors üteme azt az érzetet keltette a legtöbb emberben, hogy az egész létező rendszer veszélybe került, pusztulással fenyegetett. Az írástudók amiatt kerültek szembe a változásokkal, mivel az oktatás modernizálása veszélyeztette volna eddigi biztos karrierjüket, a hivatalok megszüntetése pedig munkájuk elvesztésével járt volna. A katonai reformok, amelyek létszámcsökkentéssel és katonai egységek felszámolásával jártak volna, a hadsereg részéről váltottak ki erős ellenállást. Ráadásul a gyorsaság miatt az állami bürokráciának nem volt ideje a változtatásokat tényleges végrehajtani, ami pedig csökkenthette volna az átalakulás miatti sokkot.
Bár a császár kezdetben nem indított nyílt támadást a konzervatívok ellen, szeptember 5-én reformpárti fiatalokat nevezett ki a Nagytanácsba, hogy átvegyék a főtanácsnokok szerepét. Ezután elbocsátotta a Cungli jamen (Zongli Yamen) éléről Li Hung-csangot (Li Hongzhangot), ami nyílt kihívás volt a konzervatívok számára. Ők azonnal az anyacsászárnéhoz fordultak segítségért, aki azonban még mindig vonakodott állást foglalni, és így dolguk végezetlenül távoztak. A császár azonban igen félt Ce-hszitől (Cixitől), és úgy látta, hogy ő nem támogat semmilyen reformot, sőt terveket sző az eltávolítására. A császárnak ez a meggyőződése vezetett végül a reformmozgalom bukásához.

### Puccsok

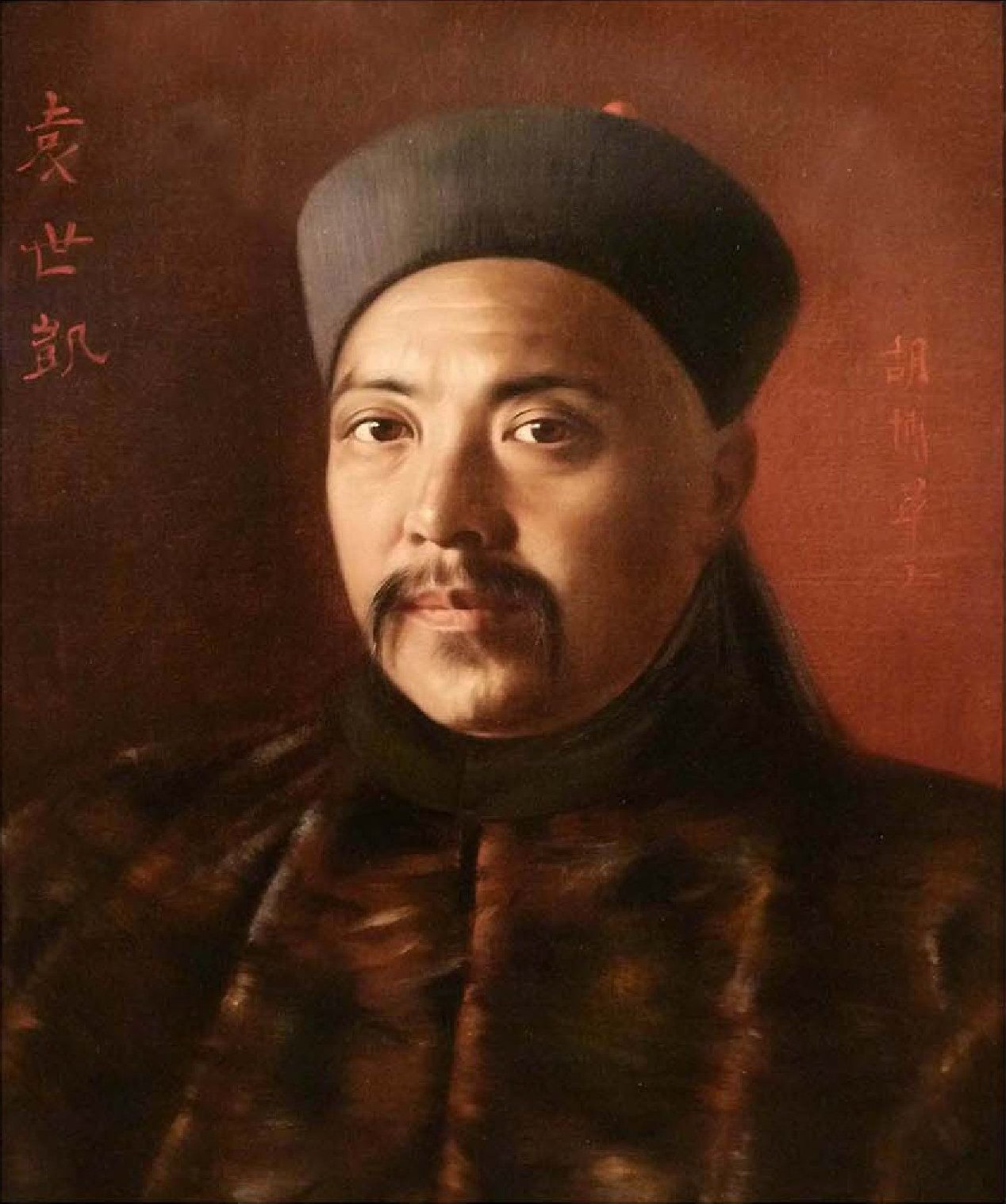
Jüan Si-kaj (Yuan Shikai)nak szerepe volt a reformer császár bukásában

Elterjedt az a pletyka, hogy a császárt október 19-én, mikor megszemléli a hadsereget Tiencsinben, le fogják tartóztatni és lemondatják. A császár eddig is bizalmatlan volt az anyacsászárnéval kapcsolatban, ám most bizonyossá vált számára, hogy puccsot terveznek ellene. Szeptember 13-án ezért segítséget kért a reformerektől egy Kangnak írt dekrétumában. Ők úgy látták, hogy a reformokat és Kínát már csak egy államcsíny mentheti meg, amiben leszámolnak a konzervatívokkal és elszigetelik Ce-hszit (Cixit). Hosszas kutatás után Jüan Si-kaj (Yuan Shikai) tábornokban találták meg az erre alkalmas embert, aki a legmodernebb kínai hadsereg, a Pejjang hadsereg (Beiyang hadsereg) vezetője volt. Szeptember 16-án a császár a Hadügyminisztérium helyettesévé nevezte ki, ami azonban nyugtalanította az anyacsászárnét, aki el kívánta szigetelni a tábornokot a császártól. Jüant a tényleges feladatra Tan Sze-tung (Tan Sitong), egy radikális reformer kérte fel, aki éjszaka látogatta meg őt. Mivel fegyver volt nála, Jüan nem mert ellentmondani, és vállalta a császár és a reformok megmentését. Másnap, szeptember 20-án részt vett még egy rövid császári audiencián, majd vonattal Tiencsinbe indult.
Jüant igen nehéz helyzetbe hozta az összeesküvés. Egyrészt feltétlen engedelmességgel tartozott a császárnak, azonban a konfuciánus társadalom szerint az idősek tisztelete elengedhetetlen volt, ez pedig a császárné felé kötelezte le őt. Hadserege mindössze 7000 főt számlált, míg Zsung-lué (Ronglué), akinek likvidálására parancsot kapott, a százezer főt is elérte. Ráadásul Zsung-luval (Rongluval) vértestvéri szerződést is kötött, amely szintén kötelezte őt. Végül Jüan (Yuan) úgy döntött, hogy elmond mindent Zsung-lunak (Ronglunak) és Ce-hszinek (Cixinek). Miután az öreg mandzsunak beszámolt a fejleményekről, délután közösen siettek a Tiltott Városba, ahol tájékoztatták az anyacsászárnét unokaöccse terveiről. Ő azonnal összehívta a Nagytanácsot, amelynek tagjai azért könyörögtek, hogy a császárné vegye megint kezébe a dolgok irányítását. Az éjszaka folyamán Zsung-lu (Ronglu) hűséges erői is megérkeztek, és körbevették a Tiltott Várost. Másnap kora reggel az eunuchok és a katonák lefogták a császárt, majd megkötötték és elszállították a Tiltott Városból, és élete végéig házi őrizetben tartották. A reformerek közül hatot kivégeztettek, köztük Tan Sze-tungot (Tan Sitongot), és számos reformpárti hivatalnokot leváltottak. Habár Kang Ju-vejnek (Kang Youweinek) sikerült Japánba menekülnie, a száznapos reform megbukott.

## Következmények
Ce-hszi (Cixi) a reformok legtöbb ediktumát hatálytalanította, ám bizonyos intézkedések túlélték a megtorlást. Így például nem léptek a Pekingi Egyetem és a helyi iskolák működése és a tartományi hivatalok összevonása és megszüntetése ellen, és néhány reformer is pozíciójában maradt. Ezeknek köszönhetően a száznapos reform nem tekinthető teljes kudarcnak, még ha a legfontosabb és legégetőbb reformokat nem is sikerült végrehajtani. Ezen kívül a reform jelentős hatást gyakorolt a társadalomra, az ideológiára és a kultúrára, ugyanis a tudósok és az értelmiség felülvizsgálni kényszerültek addigi szerepüket a társadalomban, szakítva apolitikus hozzáállásukkal és felismerve a közügyekben való aktív szerepvállalásuk szükségességét. Ennek hatására sok külföldi és japán művet fordítottak le kínaira, amelyen keresztül olyan fogalmak váltak ismertté, mint a demokrácia, az alkotmányosság, a hatalmi ágak szétválasztása és a nemek egyenlősége.
Habár a száznapos reform nem volt teljes kudarc, mégis hatalmas vereség volt a változást akaró erőknek, és végső soron hozzájárult a Csing (Qing)-dinasztia bukásához is. Kudarca ugyanis azt mutatta, hogy a felülről jövő reformok eleve kudarcra vannak ítélve az udvar ellenállása miatt, és az embereket az alulról jövő változás, a forradalom felé vezette, amelyet ezután egyre többen fogadtak el, mint egyetlen lehetséges eszközt. A kínai társadalom egyre nagyobb része úgy látta, hogy csak a dinasztia trónfosztásával lehet Kínát a pusztulástól megmenteni. Ehhez hozzájárult az is, hogy a dinasztiát a legtöbb han idegen dinasztiaként kezelte, és ez az érzés csak még jobban megerősödött a bokszerlázadás során felszínre kerülő idegengyűlöletnek köszönhetően.